# Kanton Le Bassin chaurien
 Le Bassin chaurien  (tot eind 2015 Kanton Castelnaudary) is een kanton van het Franse departement Aude. Het kanton maakt deel uit van het arrondissement  Carcassonne. In 2021 telde het 23.665 inwoners.

Het kanton werd gevormd ingevolge het decreet van 21 februari 2014 , met uitwerking op 22 maart 2015, met Castelnaudary als hoofdplaats.

## Gemeenten
Het kanton omvat de volgende gemeenten:
- Airoux
- Les Cassés
- Castelnaudary
- Fendeille
- Issel
- Labastide-d'Anjou
- Lasbordes
- Mas-Saintes-Puelles
- Montferrand
- Montmaur
- Peyrens
- La Pomarède
- Puginier
- Ricaud
- Saint-Martin-Lalande
- Saint-Papoul
- Saint-Paulet
- Souilhanels
- Souilhe
- Soupex
- Tréville
- Villeneuve-la-Comptal